# Modesto Scrofa
Modesto Scrofa (zm. prawdopodobnie w 1529 w Como) – włoski dominikanin, inkwizytor i "łowca czarownic".
Pochodził z Vicenzy. Wstąpił do zakonu dominikanów prawdopodobnie w konwencie w Bolonii, gdzie w 1491 przyjął święcenia kapłańskie. Był kolejno przeorem konwentów dominikańskich w Vicenzy (1504), Modenie (1507) i ponownie w Vicenzy (1510). W latach 1517–1519 był inkwizytorem Parmy, a od 1520 inkwizytorem Como.
Modesto Scrofa był zwolennikiem teorii o realności zbrodni czarów i zasadności polowań na czarownice. Jako inkwizytor Como w 1523 próbował wszcząć procesy o czary w Sondrio w Valtellinie. Początkowo napotkał opór i zwrócił się o wsparcie do Stolicy Apostolskiej. W brewe 20 lipca 1523 papież Hadrian VI udzielił pełnego poparcia jego działaniom. W ciągu następnych dwóch miesięcy Scrofa i jego wikariusze aresztowali według zachowanych dokumentów co najmniej 35 osób, z czego siedem zostało spalonych na stosie. W procesach tych Scrofa stosował tortury wobec podejrzanych, a jego przeciwnicy zarzucali mu chciwość i działanie z niskich pobudek. W rezultacie władze szwajcarskiego kantonu Gryzonii, do którego należało Sondrio, w listopadzie 1523 odebrały sądom kościelnym jurysdykcję nad sprawami o czary.
Późniejsze losy Modesto Scrofy nie są znane. Jego następca Pietro Martire Rusca da Lugano został mianowany 2 stycznia 1530, co wskazuje, że Scrofa prawdopodobnie umarł pod koniec roku 1529.
Modesto Scrofa jest autorem zachowanego w rękopisie podręcznika dla inkwizytorów Formularium pro exequendo Inquisitionis officio, napisanego prawdopodobnie około 1523.